# 바르톨로메오 스카피

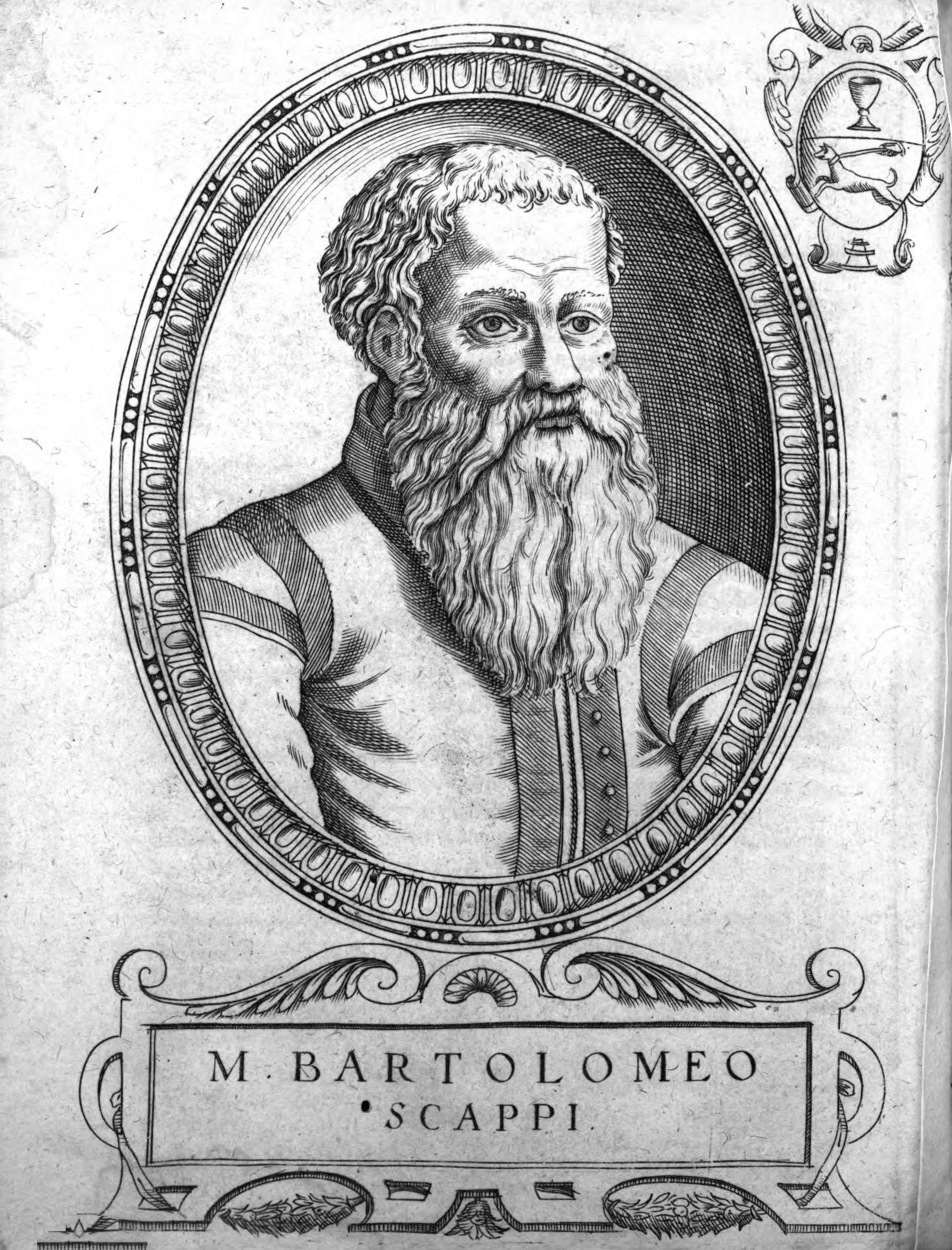
바르톨로메오 스카피

바르톨로메오 스카피 (Bartolomeo Scappi, 1500년 ~ 1577년 4월 13일)는 르네상스 시대의 저명한 요리사이다. 그의 요리 경력 중 최초로 기록된 것으로는 1536년 4월 연회에서 그가 대주교 로렌초 캄페지오를 위해 요리한 것이 있다. 이후로 다른 대주교를 위해 대접했으며 교황 비오 4세 때부터 바티칸 궁정의 접대를 맡게 됐다. 이어 교황 비오 5세의 궁중 요리가가 됐다.
1570년 Opera dell'arte del cucinare라는 저서를 편찬하면서 명성을 얻기 시작했다. 르네상스 시대의 1,000여 개 요리법을 적었으며 요리 도구와 기법을 쓰면서 포크의 기원을 알린 주인공이기도 하다. 그는 파르메산 치즈가 지구의 최고 치즈라면서 극찬했고 푸아그라의 시초가 됐다고 추측되는 유대인의 거위간 요리에 대해서도 설명해 놓았다. 그가 서술한 책은 1570년부터 1643년까지 계속 출판됐다.
스카피는 당대의 주방을 새로운 요리기법과 재료를 도입하면서 혁명적으로 변화시켰다는 평을 받는다. 1577년 4월 13일 죽은 후 SS교회에 묻혔다.
그의 저서 Opera dell'arte del cucinare는 부분적으로 카탈루냐어와 네덜란드어로 번역됐다.